# إيلونا كوفاتش
إيلونا كوفاتش (بالمجرية: Kovács Ilona)‏ هي طبيبة نفسية مجرية، ولدت في 3 يوليو 1960 في بودابست في المجر.

## وصلات خارجية
- إيلونا كوفاتش على موقع الاتحاد الدولي لكرة السلة (الإنجليزية)
- إيلونا كوفاتش على موقع سبورتس رفرنس (الإنجليزية)
- إيلونا كوفاتش على موقع أوليمبيديا (الإنجليزية)